# Liste der Monuments historiques in Saint-Seurin-de-Cadourne
Die Liste der Monuments historiques in Saint-Seurin-de-Cadourne führt die Monuments historiques in der französischen Gemeinde Saint-Seurin-de-Cadourne auf.

## Liste der Objekte
| Bezeichnung                  | Beschreibung                                | Standort                       | Kennzeichnung | Schutzstatus | Datum | Bild |
| ---------------------------- | ------------------------------------------- | ------------------------------ | ------------- | ------------ | ----- | ---- |
| Kanzel                       | Holz                                        | in der Kirche St-Seurin (Lage) | PM33001145    | Inscrit      | 2016  |      |
| Ölgemälde Christus am Kreuz  | 18. Jahrhundert                             | in der Kirche St-Seurin (Lage) | PM33001987    | Inscrit      | 2003  |      |
| Hauptaltar                   | Marmor, 18./19. Jahrhundert                 | in der Kirche St-Seurin (Lage) | PM33001144    | Inscrit      | 2016  |      |
| Retabel                      | Holz, bemalt, 19. Jahrhundert               | in der Kirche St-Seurin (Lage) | PM33001143    | Inscrit      | 2016  |      |
| Skulptur des heiligen Joseph | Holz, bemalt und vergoldet, 18. Jahrhundert | in der Kirche St-Seurin (Lage) | PM33002010    | Inscrit      | 2005  |      |